# Shiranui Dakuemon
Shiranui Dakuemon est un nom japonais traditionnel ; le nom de famille (ou le nom d'école), Shiranui, précède donc le prénom (ou le nom d'artiste).
Shiranui Dakuemon (不知火 諾右衛門) (octobre 1801 – 20 août 1854), de son vrai nom Shinji Chikahisa, est un lutteur sumo officiellement reconnu comme le 8e yokozuna. Il est l'entraîneur de Shiranui Kōemon.

## Biographie
Il se marie très jeune, à 19 ans, et a deux fils. En 1823, il se brouille avec le chef de son village mais oubliant sa propre force, il le pousse très brutalement. Sa tête heurte le sol et il perd connaissance. Il fuit alors de son village natal, abandonnant sa famille.
Il entre dans le monde du sumo d'Osaka et fait ses débuts en mai 1821. Il n'obtient pas de succès dans cette ville et part pour Edo en novembre 1830. Il est promu au rang d'ōzeki en mars 1839. Il ne gagne qu'un seul tournoi, celui de février 1840 avec un résultat de 8 victoires, 0 défaite, et 2 non combattus.
Il n'est pas un lutteur particulièrement fort mais vers la fin de l'époque d'Edo, il est élevé au titre de yokozuna moins pour son habileté que pour son influence sur les officiels du sumo. Shiranui est simplement chanceux d'avoir de puissants parrains. La date exacte du titre est incertaine mais elle est officiellement reconnue comme étant en novembre 1840. Son nom n'est pas inscrit sur le classement banzuke pour le tournoi suivant de janvier 1841 et il est absent de celui de novembre 1841 pour une raison inconnue. Il est dégradé au rang de sekiwake en février 1842. À cette époque, yokozuna n'est pas un rang mais un titre. Dans la première division makuuchi, Shiranui comptabilise 48 victoires pour 15 défaites, soit un pourcentage de victoires de 76,2%.
Il se retire comme lutteur de sumo après le tournoi de janvier 1844 mais reste cependant dans le monde du sumo comme toshiyori (doyen) et est connu sous le nom de Minato Oyakata. Le nom du yokozuna dohyō-iri (entrée cérémonielle sur le ring) de Shiranui ne vient pas de lui mais du 11e yokozuna Shiranui Kōemon, qu'il a entraîné.

## Palmarès
- La durée réelle des tournois de l'année de l'époque varie souvent.

Dans le tableau suivant, les cases en vert sont celles des tournois remportés.
| -    | Printemps                             | Hiver                              |
| ---- | ------------------------------------- | ---------------------------------- |
| 1837 | Maegashira de l'ouest #4 3–0–7        | Maegashira de l'ouest #3 5–1–3 1nr |
| 1838 | Maegashira de l'ouest #1 2–1–3'       | Maegashira de l'ouest #1 7–1–2'    |
| 1839 | Ōzeki de l'ouest 2–4–4                | Sekiwake de l'ouest 6–1–3          |
| 1840 | Ōzeki de l'ouest 8–0–2 Non officiel   | Absent                             |
| 1841 | Non inscrit                           | Absent                             |
| 1842 | Sekiwake de l'ouest 6–1–2 1h          | Ōzeki de l'ouest 4–1–5             |
| 1843 | Absent                                | Ōzeki de l'ouest 2–4–4             |
| 1844 | Ōzeki de l'ouest Retraite 3–1–2 3d 1h |                                    |